# Rosport
Rosport este un oraș în Luxemburg.